# Mountain Park (Oklahoma)
Mountain Park és un poble dels Estats Units a l'estat d'Oklahoma. Segons el cens del 2000 tenia 390 habitants.

## Demografia
Segons el cens del 2000, Mountain Park tenia 390 habitants, 174 habitatges, i 103 famílies. La densitat de població era de 198,1 habitants per km².
Dels 174 habitatges en un 23% hi vivien nens de menys de 18 anys, en un 43,7% hi vivien parelles casades, en un 9,8% dones solteres, i en un 40,8% no eren unitats familiars. En el 35,6% dels habitatges hi vivien persones soles el 16,7% de les quals corresponia a persones de 65 anys o més que vivien soles. El nombre mitjà de persones vivint en cada habitatge era de 2,24 i el nombre mitjà de persones que vivien en cada família era de 2,87.
Per edats la població es repartia de la següent manera: un 24,4% tenia menys de 18 anys, un 6,4% entre 18 i 24, un 23,1% entre 25 i 44, un 27,2% de 45 a 60 i un 19% 65 anys o més.
L'edat mediana era de 42 anys. Per cada 100 dones de 18 o més anys hi havia 86,7 homes.
La renda mediana per habitatge era de 17.031 $ i la renda mediana per família de 19.375 $. Els homes tenien una renda mediana de 23.750 $ mentre que les dones 25.625 $. La renda per capita de la població era de 9.584 $. Entorn del 29,4% de les famílies i el 36,5% de la població estaven per davall del llindar de pobresa.

## Poblacions més properes
El següent diagrama mostra les poblacions més properes.